# Castello di Belcaro
Il castello di Belcaro è una costruzione fortificata situata nella strada di Terrensano e Belcaro 32 nell'omonima località, su una collina presso Costafabbri, nel comune di Siena, al di fuori di porta San Marco.

## Storia
Il castello fu fondato da un certo Marescotti intorno al 1190; le prime notizie sulla sua esistenza si trovano in una pergamena del 1199 all'archivio di Stato di Siena, che ne ricorda i proprietari, Guido e Curtonecchia di Marescotto. Sulle origini del nome esiste una storia leggendaria: una dama del castello, attendendo il ritorno del suo sposo dalla guerra e passeggiando sulle mura con il suo bambino in braccio, nello scorgere il marito all'orizzonte avrebbe proteso le braccia verso di lui, facendo cadere il bimbo nel giardino sotto le mura. Per questo la donna avrebbe esclamato rivolta verso lo sposo: «Sei bello, ma mi costi caro!», da cui il nome del castello del "Belcaro".

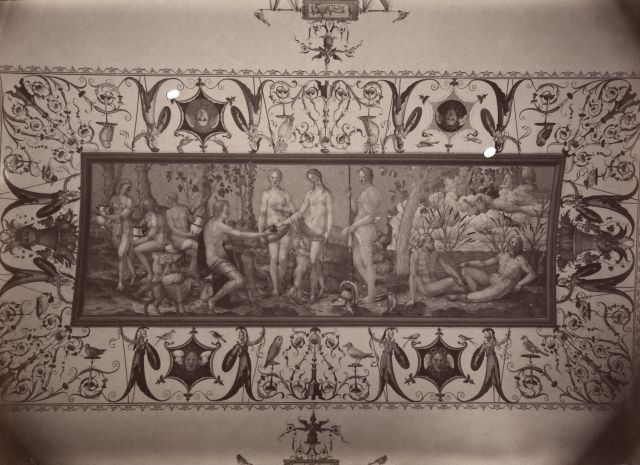
Il Giudizio di Paride di Baldassarre Peruzzi

Nel 1258 è ricordato da Sigismondo Tizio uno scontro tra guelfi e ghibellini che ridusse in rovina il castello; successivamente nel 1269 venne distrutto ancora. Nel Trecento passò alla famiglia Salimbeni, i quali ne rivendettero le macerie ai Salvini nel 1375. Nanni di ser Vanni, appartenente a quest'ultima famiglia, ne fece dono nel 1376 a santa Caterina da Siena, che lo fece trasformare in un convento per le monache, con il nome di Santa Maria degli Angeli.
Non passò molto tempo che il castello tornò in possesso dei Salvini, i quali lo vendettero nel 1408 ai Bellanti, che lo restaurarono.
Nel 1525 venne acquistato dal banchiere Crescenzio Turamini, la quale gli dette la sua forma attuale. Il restauro e la riedificazione furono affidati a Baldassarre Peruzzi, come testimonia anche un progetto conservato nel Gabinetto dei Disegni e delle Stampe degli Uffizi. In realtà non è chiaro quanto resti oggi del progetto originale del Peruzzi, sebbene alla sua mano siano riferibili alcuni affreschi all'interno della villa, come il Giudizio di Paride.
Nel 1554 fu assalito dall'esercito imperiale di Carlo V che combatteva contro i senesi dopo essersi alleato con l'esercito francese, capitanato dal duca di Belforte. All'interno delle mura del castello esiste una lapide che ricorda il tragico evento con delle palle di cannone murate accanto. Il castello divenne di proprietà di Cosimo I de' Medici, come ricorda una lapide apposta sulle mura; fu il suo parente Giangiacomo de' Medici ad occuparsi della ricostruzione.
Nel 1710 il castello fu acquistato dalla famiglia Camajori che, nel 1802, ne commissionarono il restauro all'architetto Serafino Belli, rifacendo la facciata della villa interna in stile neorinascimentale. Altri restauri furono eseguiti dall'architetto Giuseppe Partini tra il 1865 e il 1870.
Nel 1944 il castello fu sequestrato dalla truppe tedesche che ne fecero un ospedale militare. Subì vari danni, restaurati poi dal proprietario Giuseppe Lapo Barzellotti Camajori e da sua figlia Marzia. Gli importanti restauri, dentro e fuori la villa, ne fanno oggi uno dei castelli meglio conservati di tutta la provincia di Siena. 

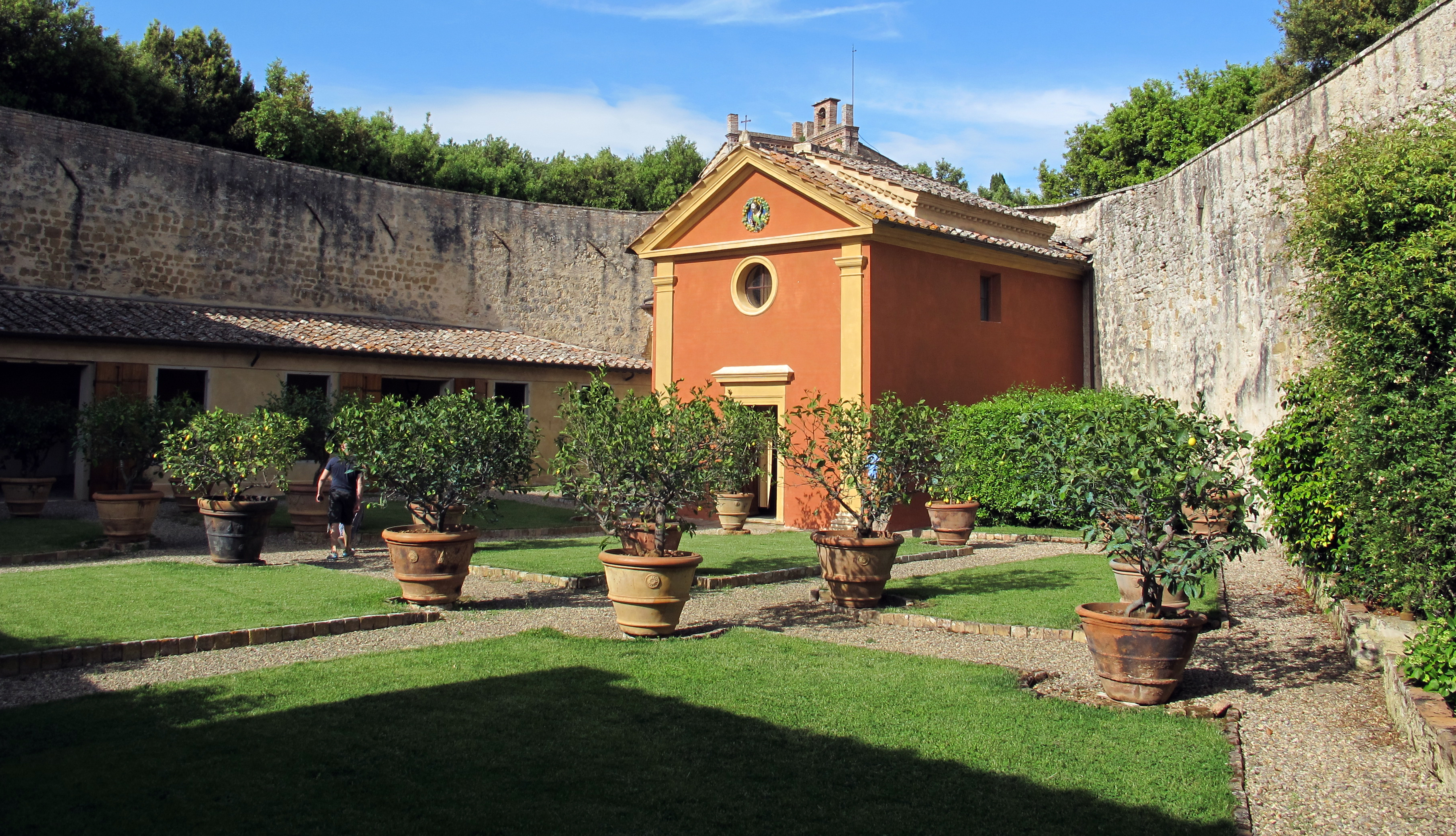
Il giardino interno e la cappella

## Descrizione
Il complesso è interamente compreso in una cinta muraria a forma di cuneo, ed è composto da vari edifici che si articolano attorno a tre spazi aperti: un giardino e due corti.
Il portale di accesso, protetto da due piombatoi e a sinistra da un torrione semicircolare con due archibugiere, si trova sul lato ovest. Immette nel primo cortile, di stile medievale e forma triangolare, dove si affacciano i locali di servizio addossati alla fortificazione e alla villa e caratterizzati da terminazioni aggettanti su archetti pensili e mensole in laterizio.
Attraverso un'apertura ad arco ribassato, si giunge nel secondo cortile, quello principale, in stile rinascimentale e lastricato in cotto a spina di pesce. Sul cortile principale si affacciano l'edificio padronale, che si sviluppa su tre piani ed ha forma rettangolare, e la casa del custode, un tempo usata dai servitori. La forma rettangolare fu creata in un intervento dell'architetto Partini del 1865-70, che creò i due paramenti-filtro confinanti rispettivamente col cortile di accesso e col giardino, e la casa di servizio, che si ispirò ai disegni del Peruzzi, sebbene su scala leggermente ingrandita. Qui, vicino al passaggio verso il giardino, si trova anche il pozzo.
Il prospetto principale della villa, affacciato sul cortile e opera neoclassica di Serafino Belli, mostra tre ordini con otto assi di aperture: al piano terra, coperto da bugnato, si trovano portali incorniciati e di foggia varia (ad arco a tutto sesto o architravati), oltre ad alcune aperture sono tamponate. Qui una lapide marmorea ricorda la visita di Margherita di Savoia. Ai piani superiori le finestre mostrano timpani curvilinei e, all'ultimo piano, architravi. Cornici marcadavanzale corrono lungo tutto l'edificio, con particolare cura nel disegno di quella al secondo piano. Il cornicione a dentelli fa da base alla copertura a padiglione di scarso aggetto.
L'edificio di servizio sul lato opposto mostra due livelli e prospetto classicheggiante, con tre aperture timpanate a sesto scemo (al centro) o triangolari (ai lati).

### Il giudizio di Paride

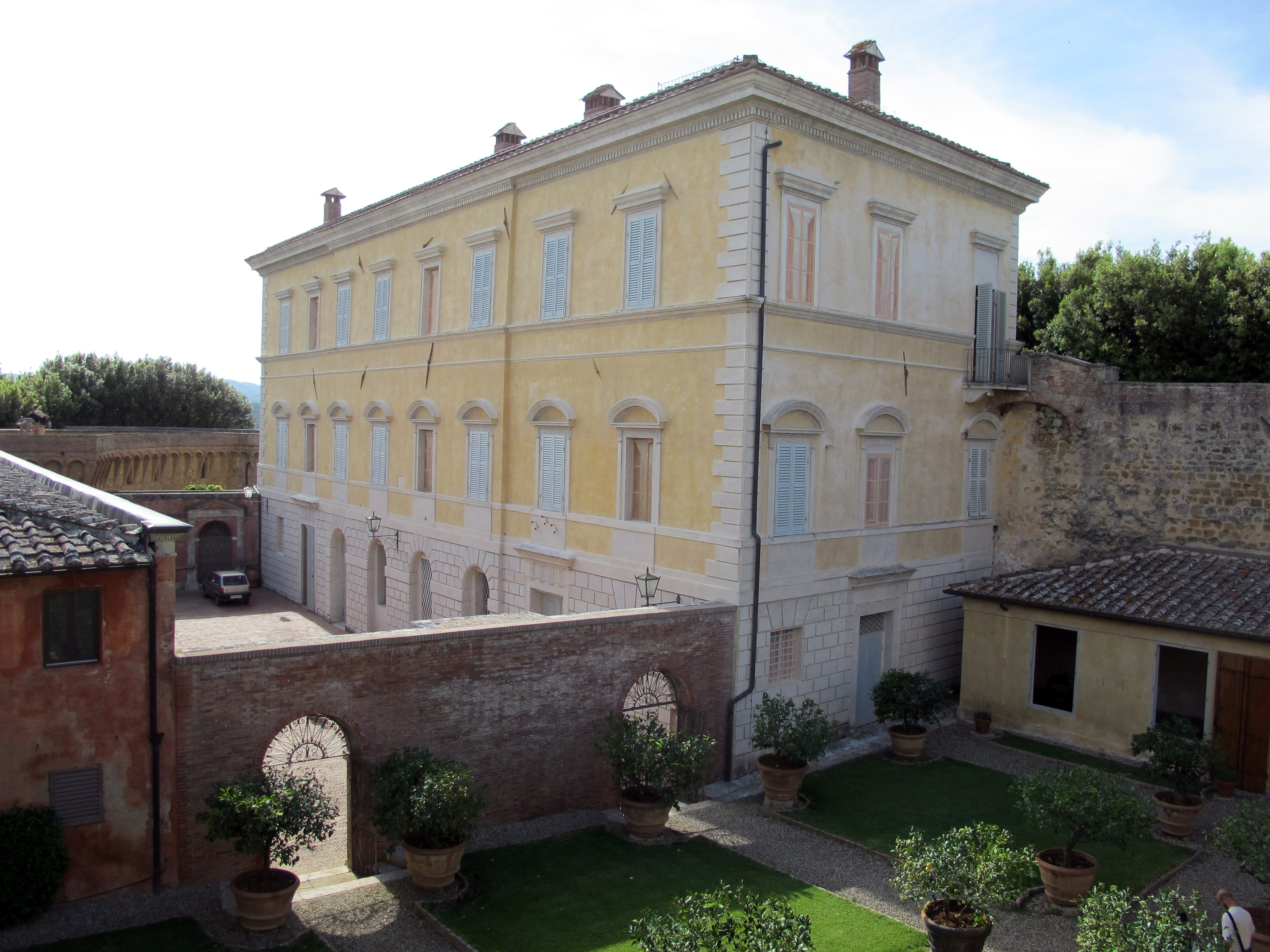
La villa

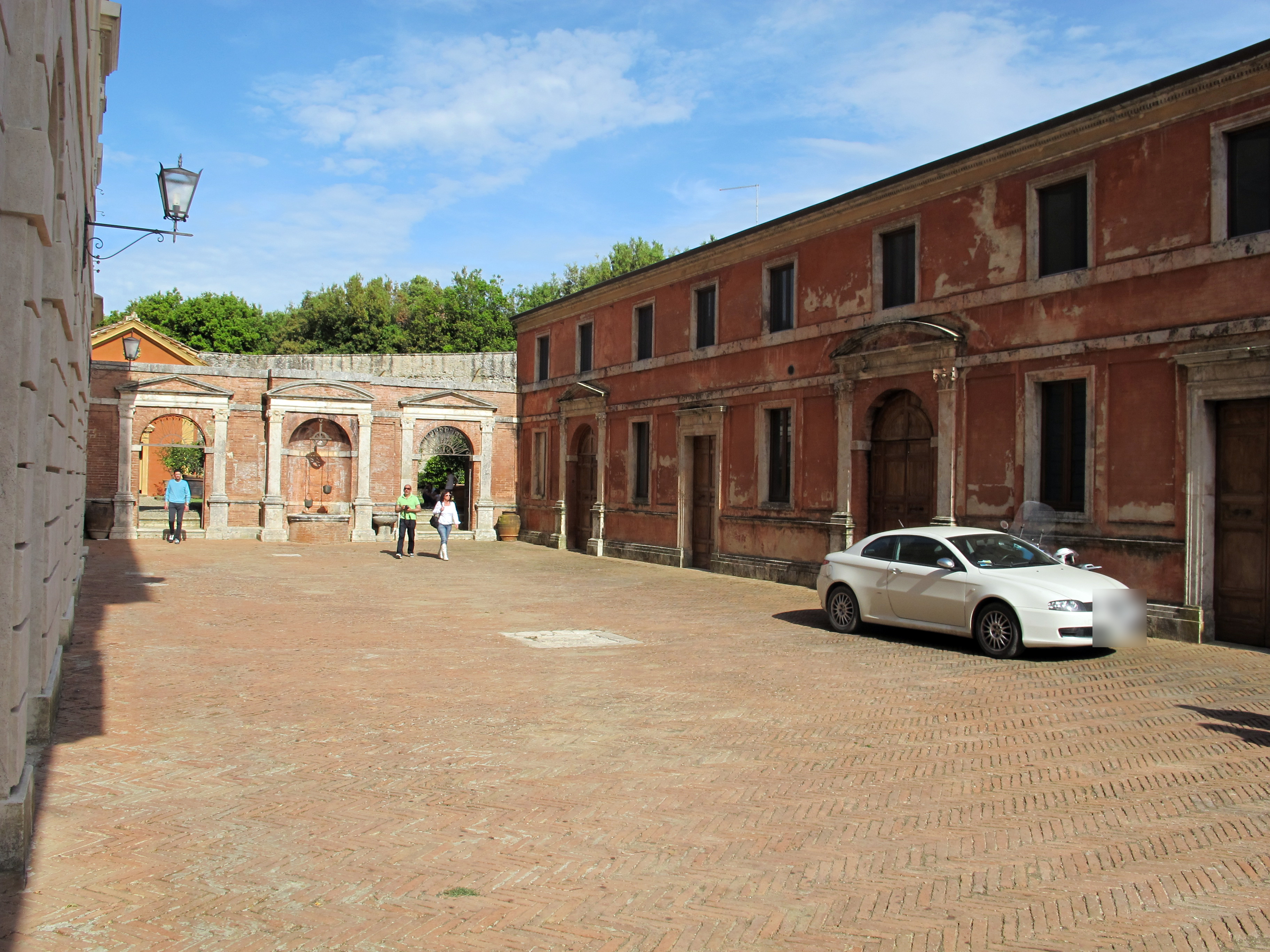
Il cortile

Dentro la villa la decorazione più illustre è l'affresco del giudizio di Paride, realizzato da Baldassarre Peruzzi.
Dietro al giudice-pastore si possono notare le Grazie, ognuna con un vaso diverso. Paride siede sopra uno scoglio, in mezzo alle tre contendenti, ognuna delle quali è contraddistinta da un diverso uccello: il pavone per Giunone, la civetta per Minerva e la colomba per Venere. Quest'ultima appare sorridente e sicura della sua vittoria.
In lontananza, tra le nuvole, si può scorgere il consiglio degli dei sostenuto dalle spalle di Atlante.

### Il giardino
Quasi metà dello spazio interno alle mura è occupata dal giardino, che confina per tre quarti con le mura stesse. Vi si accede dalla doppia apertura nella parete della corte principale, ed al suo interno è scandito in aiuole geometriche.
All'interno ospita al centro, in asse col cortile, la cappella, seguita a sinistra dalla loggia e, tra questa e la villa, dalla limonaia.

### La cappella
La cappella, intitolata ai santi Giacomo e Cristoforo, ha l'esterno semplice, con facciata a capanna timpanata e arricchita da due lesene ai lati e da un San Jacopo a robbiana nel timpano. Sopra la porta d'ingresso, semplicemente architravata, si trova un oculo circolare.
L'interno è ad aula unica, coperta a botte, e completata da un'abside dietro l'altare. Interamente affrescata, ha alle pareti finte specchiature marmoree e grottesche a monocromo su sfondo dorato in larga parte frutto dei restauri ottocenteschi. Nella volta, divisa in scomparti, sono dipinti agli angoli coppie di angeli che reggono un candelabro con la fiaccola accesa; sui lati i quattro evangelisti con i rispettivi simboli, e al centro uno stemma araldico.
Sull'abside si trovano dei santi a tutta figura, san Pietro e san Paolo, affiancati da riquadri con scene di martirio. Al centro un grande affresco con la Madonna col Bambino tra i santi Caterina da Siena, Sebastiano, Cristoforo e Caterina d'Alessandria.
In alto, nella cupoletta, quindici quadretti con le otto sibillee quattro scene della Passione e resurrezione di Gesù.

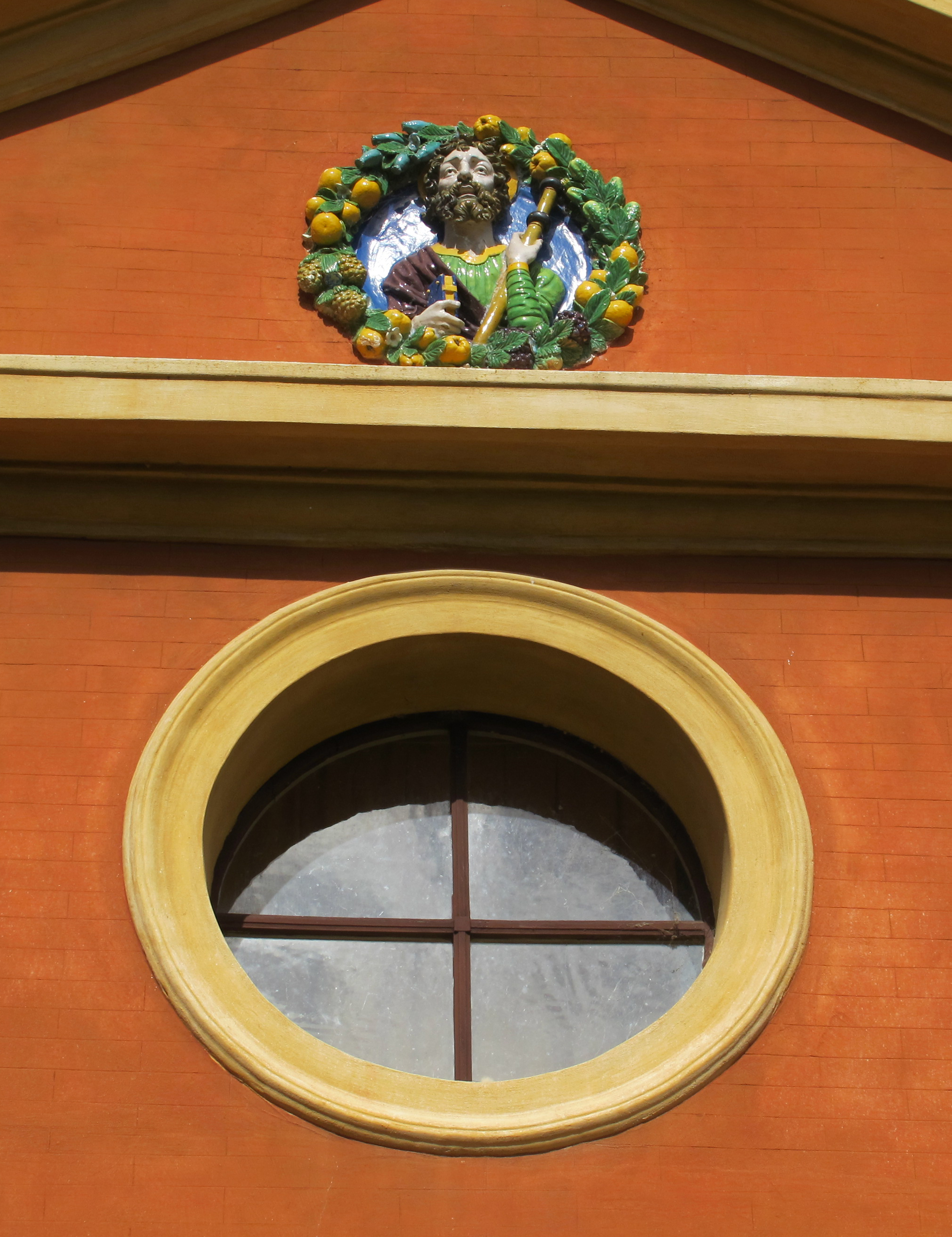
Dettaglio della facciata
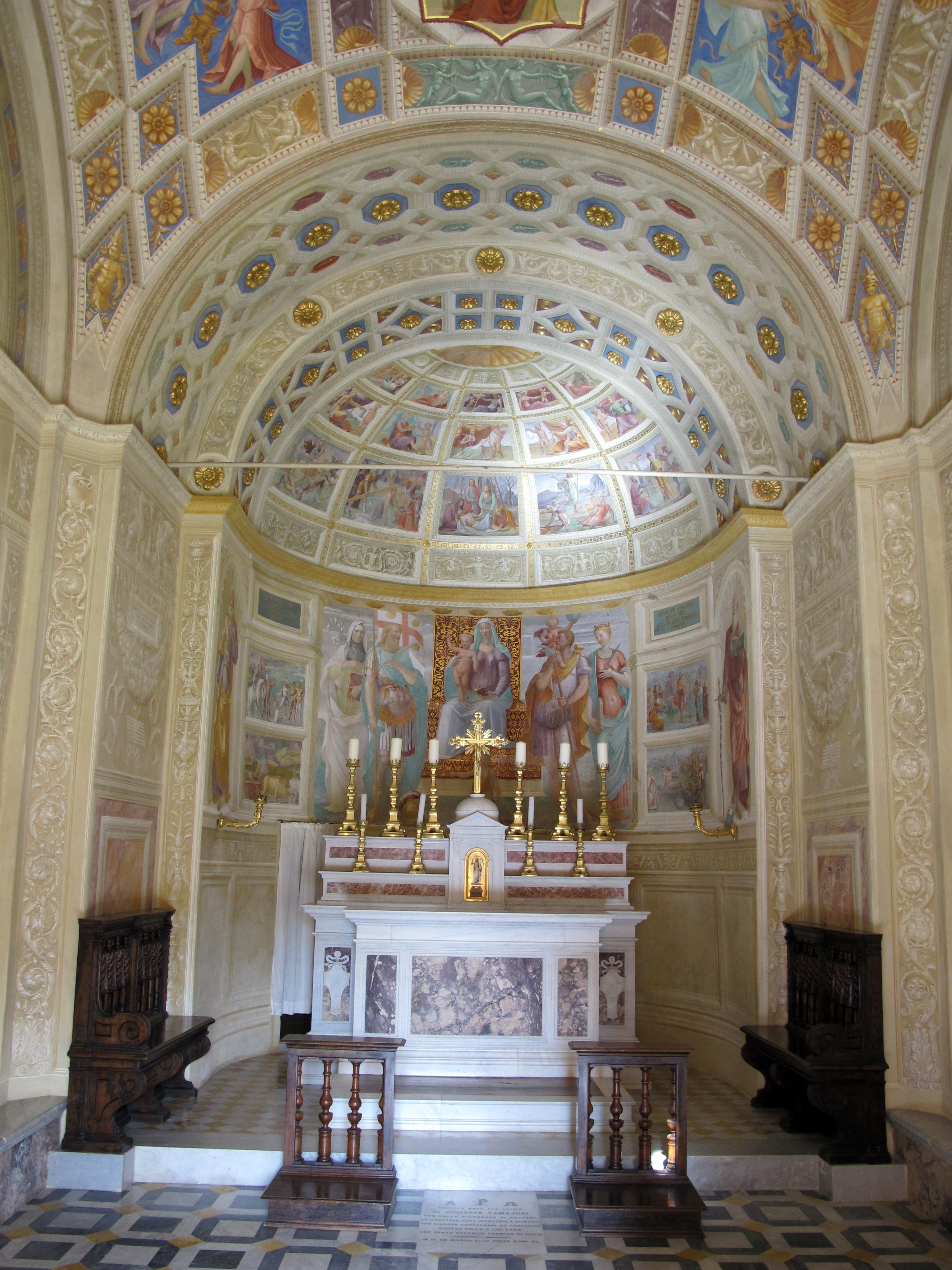
Interno della cappella
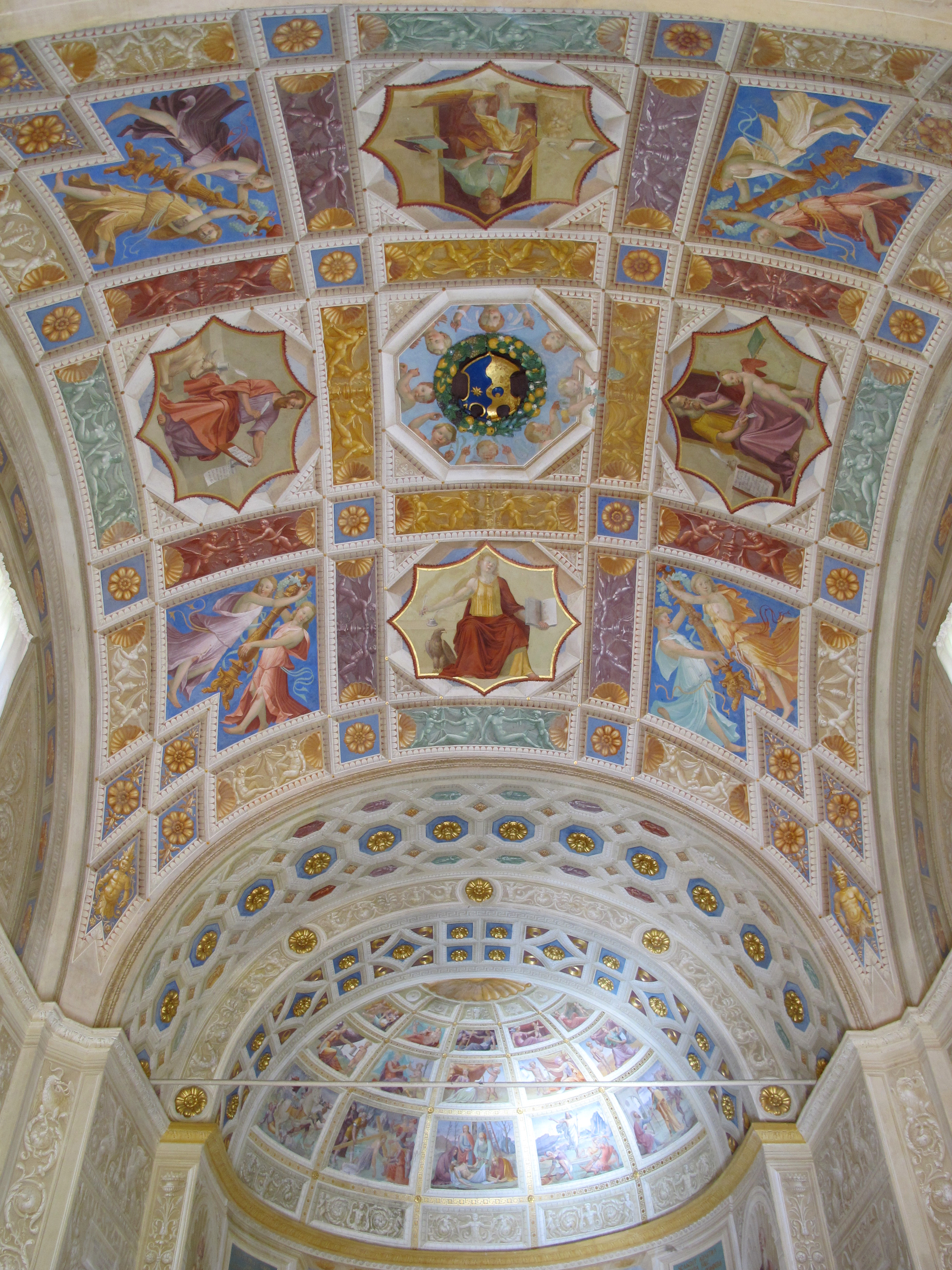
La volta con gli Evangelisti

### Le logge

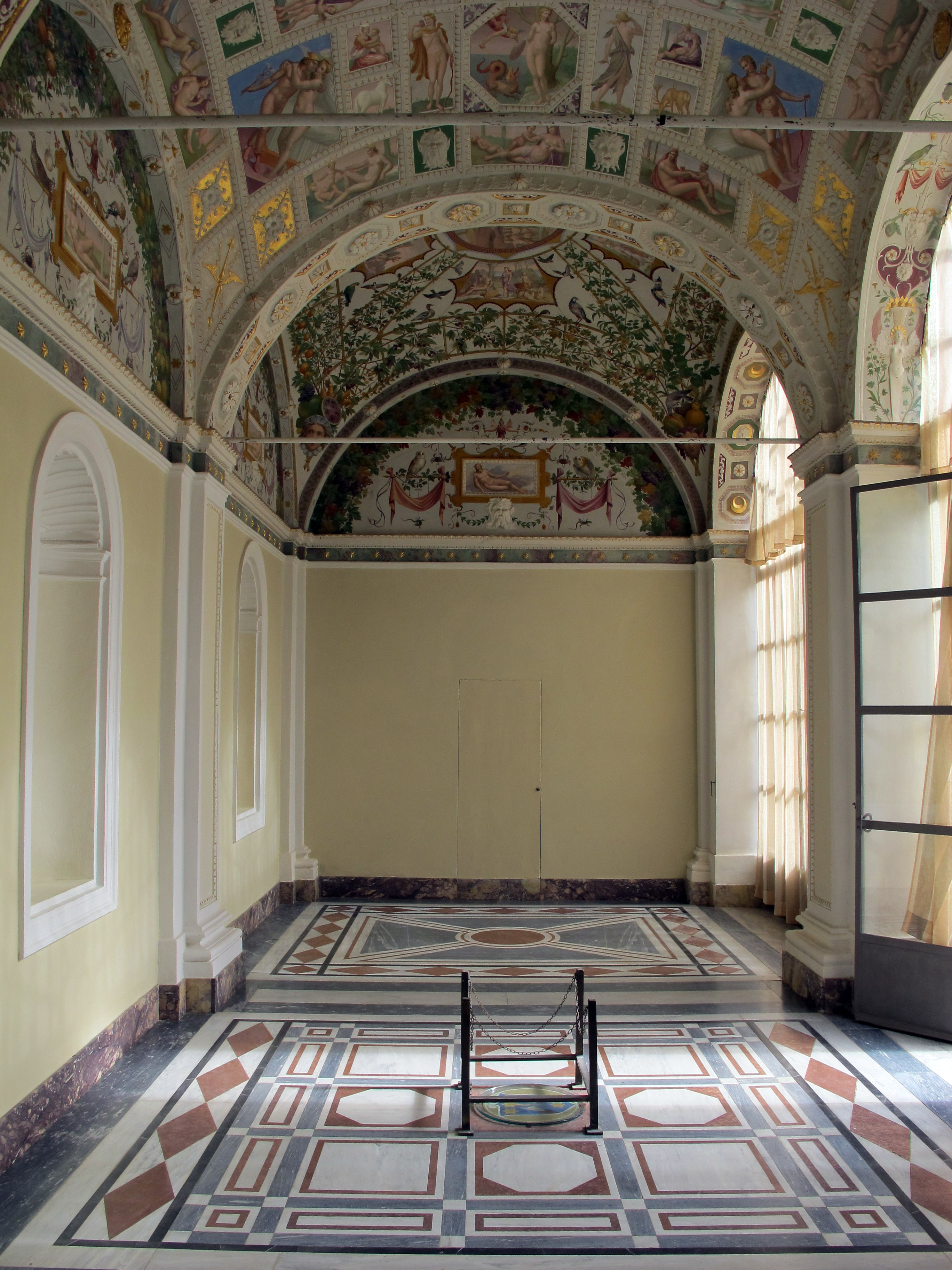
Il ratto di Europa

Sempre sul giardino si affacciano le logge, leggermente arretrate rispetto alla cappella e composte da tre arcate a tutto sesto oggi chiuse da vetrate. All'interno, nelle tre campate, sono raffigurate storie mitologiche. Sulla volta a destra sono rappresentati miti riguardanti la dea Diana, su quella centrale sono raffigurate le Tre Grazie e gli Amori di Venere, mentre su quella a sinistra il Ratto di Europa. Il tutto è contornato da un finto pergolato, ricco di foglie, uccelli e frutta, con agli angoli dei vivaci mascheroni.
Questi affreschi e quelli della cappella erano un tempo attribuiti al Peruzzi, ma studi più approfonditi hanno permesso di assegnarli a un allievo di quest'ultimo, Giorgio di Giovanni. Furono restaurati (abbastanza pesantemente in alcuni punti) alla fine dell'Ottocento dal pittore Ernesto Sprega, che comunque ebbe il pregio di rimuovere quei "rimaneggiamenti morali", che avevano coperto le scene mitologiche più licenziose. Sul pavimento al centro lo stemma a mosaico della famiglia Camajori.

### Camminamento
Tutto il perimetro delle mura è percorribile attraverso il camminamento, un tempo usato con funzioni difensive. Vi si accede dal primo cortile, e si innesta direttamente nel piano nobile della villa. Ha il suo culmine nel torrino sopra la loggia, da cui si vedeva, prima che la vegetazione la coprisse, la città di Siena. Si scorgono comunque in lontananza la villa le Volte, l'eremo di Lecceto e la villa di Santa Colomba, presso Monteriggioni.